# Joey Jones
Joey Jones (4. března 1955 Llandudno – 22. července 2025) byl velšský fotbalový obránce.

## Fotbalová kariéra
Začínal v týmu Wrexham FC. V letech 1975-1978 hrál za Liverpool FC, se kterým vyhrál v sezóně 1976/1977 Pohár mistrů evropských zemí a v sezóně 1975/1976 Pohár UEFA. V letech 1976 a 1977 získal s Liverpoolem anglický titul a v roce 1977 FA Charity Shield. V Poháru mistrů evropských zemí nastoupil v 11 utkáních, v Poháru vítězů pohárů nastoupil ve 2 utkáních a v Poháru UEFA nastoupil v 1 utkání. V Superpoháru UEFA nastoupil v 1 utkání. Dále hrál i za Chelsea FC a Huddersfield Town AFC. V anglické lize nastoupil v 87 utkáních a dal 3 góly. Za velšskou fotbalovou reprezentaci nastoupil v letech 1975-1986 v 72 utkáních a dal 1 gól.

## Ligová bilance
| Ročník                                    | Zápasy | Góly | Klub                  |
| ----------------------------------------- | ------ | ---- | --------------------- |
| Football League Third Division 1972/1973  | 17     | 0    | Wrexham FC            |
| Football League Third Division 1973/1974  | 41     | 0    | Wrexham FC            |
| Football League Third Division 1974/1975  | 40     | 2    | Wrexham FC            |
| Football League First Division 1975/1976  | 13     | 0    | Liverpool FC          |
| Football League First Division 1976/1977  | 39     | 3    | Liverpool FC          |
| Football League First Division 1977/1978  | 20     | 0    | Liverpool FC          |
| Football League Second Division 1978/1979 | 30     | 2    | Wrexham FC            |
| Football League Second Division 1979/1980 | 36     | 3    | Wrexham FC            |
| Football League Second Division 1980/1981 | 37     | 1    | Wrexham FC            |
| Football League Second Division 1981/1982 | 36     | 0    | Wrexham FC            |
| Football League Third Division 1982/1983  | 7      | 0    | Wrexham FC            |
| Football League Second Division 1982/1983 | 28     | 1    | Chelsea FC            |
| Football League Second Division 1983/1984 | 34     | 1    | Chelsea FC            |
| Football League First Division 1984/1985  | 16     | 0    | Chelsea FC            |
| Football League Second Division 1985/1986 | 38     | 1    | Huddersfield Town AFC |
| Football League Second Division 1986/1987 | 30     | 2    | Huddersfield Town AFC |
| Football League Fourth Division 1987/1988 | 35     | 0    | Wrexham FC            |
| Football League Fourth Division 1988/1989 | 41     | 8    | Wrexham FC            |
| Football League Fourth Division 1989/1990 | 24     | 1    | Wrexham FC            |
| Football League Fourth Division 1990/1991 | 21     | 2    | Wrexham FC            |
| Football League Fourth Division 1991/1992 | 11     | 0    | Wrexham FC            |
| CELKEM Football League First Division     | 87     | 3    |                       |